# Джангл
Джангл (англ. jungle, дослівно — джунглі) — жанр електронної музики, який включає в собі вплив інших жанрів, таких як брейкбіт-хардкор та регі/даб/денсхол. Іноді стиль називається «oldschool jungle» (олдскул джангл).
Джангл має швидкий брейкбіт (від 150 BPM до 170 BPM), перкусивні ударні лупи, семпли та синтезовані ефекти. Є треки з ударними семплами, що іноді складаються лише з біту, це досягається найчастіше шляхом вирізання ударних звуків з композицій. Стиль із довгими, зі зміщеним піком снейрами, зазвичай називають олдскул джанглом. 
Джанглісти поєднали класичні ямайські/карибські традиції роботи з звуковими системами. Джагл вміщує повільні, глибокі басові лінії та прості мелодії (нагадуючи регі та даб).
Джангл відрізняється синкопованою лінією ударних. В середині 1990-х роках джанґл поступово еволюціонував у драм-енд-бейс, якому властива простіша лінія ударних, більша її інтегрованість із лінією басу.

## Інші значення
Джанглом у 1920-1930-ті роки називався джазовий стиль, що характеризувався екзотичними комбінаціями тембрів, гострими дисонуючими звучаннями, кластерами, сурдинними ефектами, глісандо тощо. Засновником джазового джанглу вважається Дюк Еллінгтон.